# Anatoli Mamontov
Pour les articles homonymes, voir Mamontov.
Anatoli Ivanovitch Mamontov (Анатолий Иванович Ма́монтов), né en 1839 à Ialoutorovsk et mort en 1905 à Moscou, est un éditeur et imprimeur russe, membre de la dynastie industrielle des Mamontov. Il est le frère de Nikolaï Mamontov et de l'industriel et collectionneur Savva Mamontov.

## Biographie

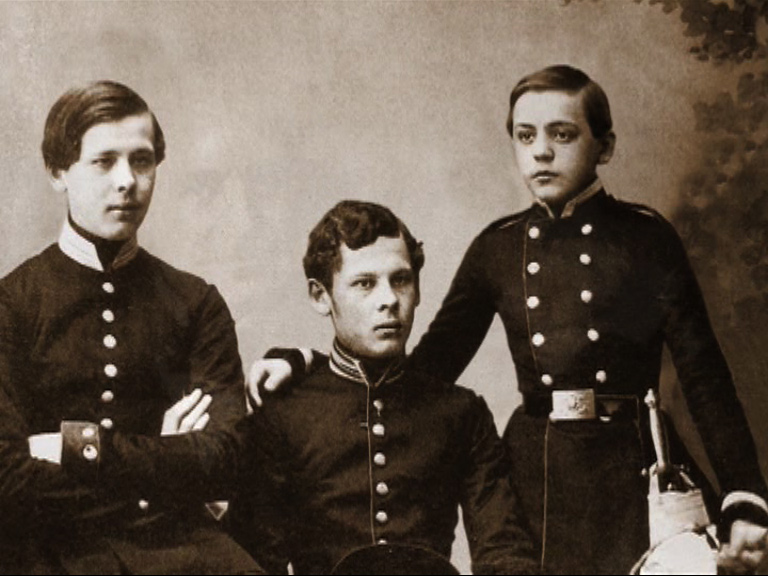
Fiodor (à gauche), Anatoli (au milieu) et Savva Mamontov, en 1856.

Il naît en 1839 dans l'illustre famille Mamontov de la classe de marchands, fils d'Ivan Fiodorovitch Mamontov et de son épouse Maria Tikhonovna, née Lakhtina. La famille s'installe à Moscou en 1849.
Il étudie au 2e lycée (Gymnasium) classique de Moscou et il est diplômé en 1860 du département de sciences naturelles de la faculté de physique et de mathématique de l'université de Moscou. En juin 1860, il est envoyé à l'étranger par sa famille où il passe deux ans, ayant visité plusieurs pays d'Europe.
Il se lance dans les affaires en 1862, louant une imprimerie à l'institut de langues orientales Lazarev. En 1863, il fonde sa propre entreprise. Plus tard, en 1866, il ouvre une imprimerie et construit deux bâtiments pour cela (1872). En 1873, il ouvre un magasin, L'Instruction enfantine, comprenant une librairie et une bibliothèque de prêt et de lecture, ainsi qu'un magasin de livres en gros. En 1892, Anatoli Ivanovitch Mamontov réorganise sa firme en société par actions, prenant le nom de « Compagnie d'Imprimerie A.I. Mamontov » avec un capital conséquent de 300 000 roubles. Au début des années 1900, son magasin se trouve au n° 19 de la rue Neglinnaïa et en 1905 au n° 13 de cette même rue en plein centre de la ville. Mamontov publie des livres de littérature, des albums d'art, des livres pour enfants et des livres populaires à bon marché. C'est l'un des premiers en Russie à réaliser des illustrations typographiques et non plus des illustrations lithographiques.
Il a demeuré à Moscou au no 7 de la rue Bolchaïa Dmitrovka et au no 5 de la ruelle Leontievski. Au début de l'année 1905, Mamontov subit un infarctus. Il meurt quelques mois plus tard, le 4/17 octobre 1905 à Moscou. Après sa mort, la Compagnie de l'imrimerie A.I. Mamontov passe aux mains de son fils, Mikhaïl Mamontov (il avait un frère, Youri, et quatre sœurs). Après la Révolution d'Octobre, la firme est nationalisée au début de l'année 1918.

## Faits intéressants

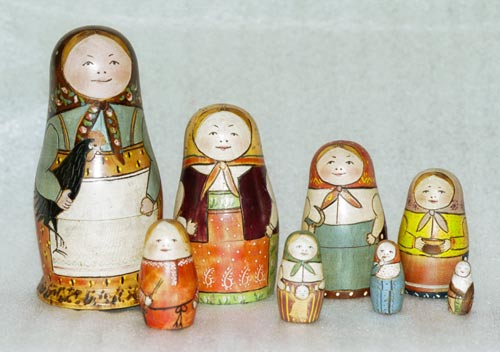
Matriochkas de Zviozdotchkine avec la signature de Mamontov.

- L'épouse de Mamontov, Maria Alexandrovna (née Liapina), ouvrit auprès du magasin L'Instruction enfantine un atelier de menuiserie artistique, afin de produire des jouets, des poupées vendus par la firme. Cet atelier travaillait en partenariat avec un atelier à Abramtsevo et ils ont produit ensemble les premières poupées « ethniques » en costumes folkloriques des différentes provinces et ouïezds de l'Empire russe[4].
- En 1898, Vassili Zviozdotchkine, originaire de Podolsk, sculpte la première poupée gigogne russe en forme de fillette paysanne en robe avec un tablier et un foulard sur la tête. Elle est peinte par l'artiste Sergueï Malioutine, collaborateur de la maison d'édition. Elle est baptisée du nom de Matriona, puis devient Matriochka. Anatoli Mamontov et son épouse présentent ces poupées gigogne à l'Exposition universelle de Paris en 1900. Elles reçoivent une médaille de bronze et de nombreuses commandes[4],[5].
- Marina Tsvetaïeva confie le manuscrit de son premier livre, Album du soir («Вечерний альбом»), aux éditions Mamontov en octobre 1910[4].
- Le livre de Dostoïevski, Journal d'un écrivain, a d'abord été distribué en 1877 au magasin Mamontov[6].
- Anatoli et Maria Mamontov recevaient souvent chez eux les peintres Valentin Serov, Viktor Vasnetsov, Mikhaïl Vroubel, Vassili Polenov ou Ilya Répine qui collaboraient aussi comme illustrateurs de la maison d'édition. Serov et Vasnetsov et d'autres ont peint les portraits des filles des Mamontov[4].

Les filles d'Anatoli Mamontov
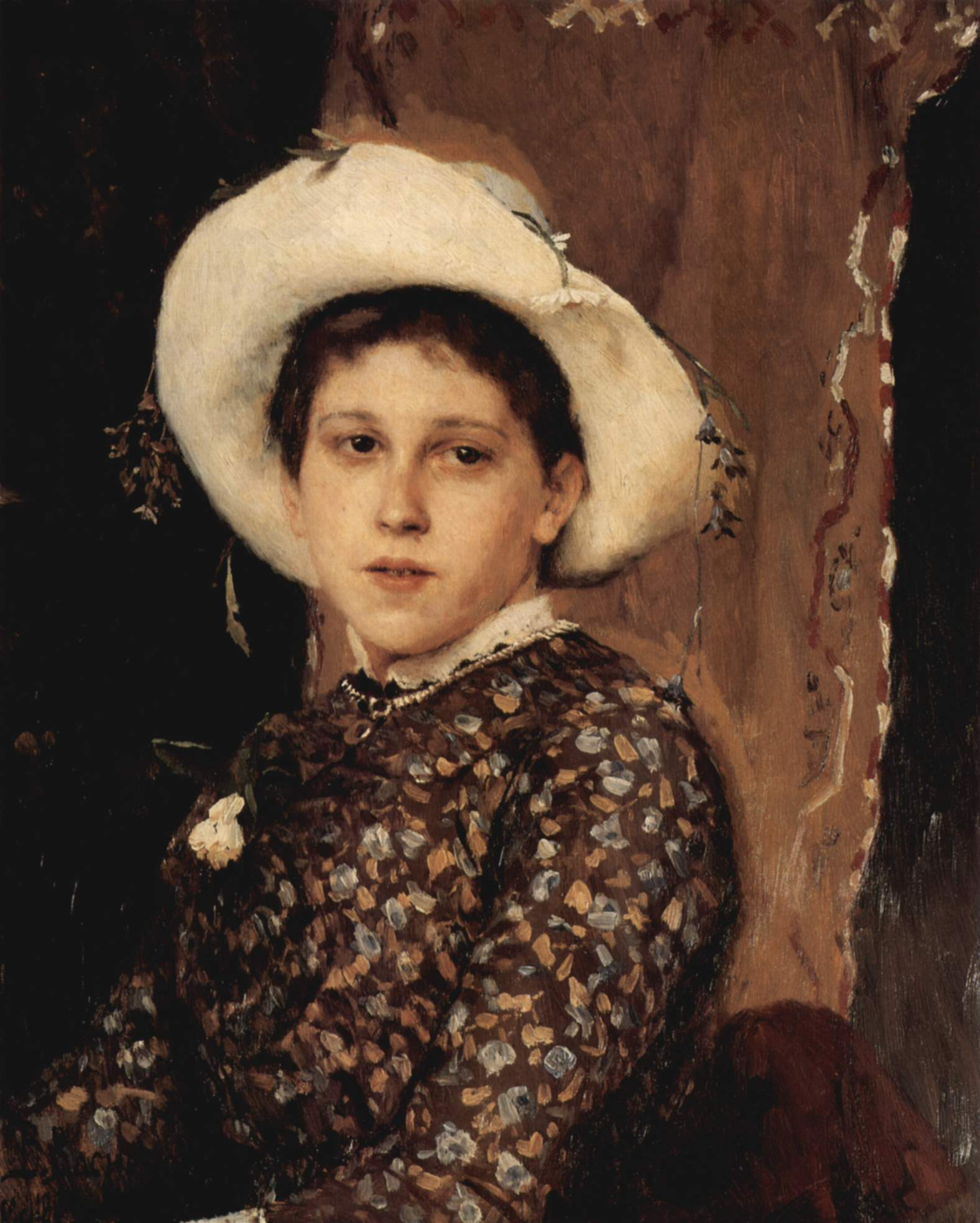
Tatiana. 1884 par Victor Vasnetsov
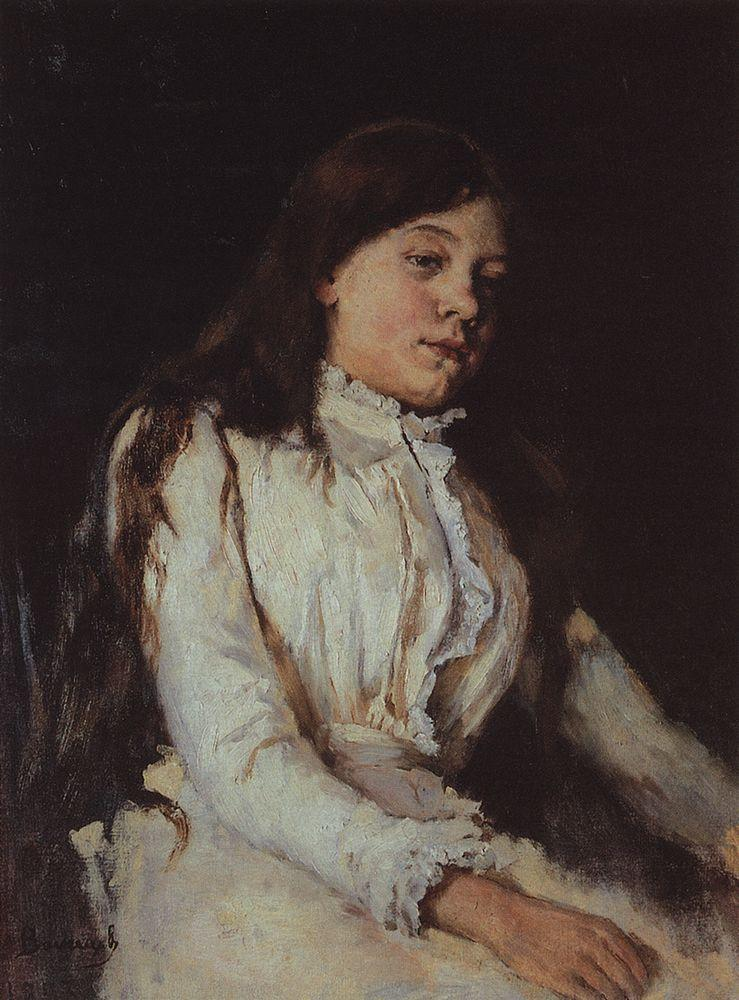
Natalia. 1883 par V. Vasnetsov
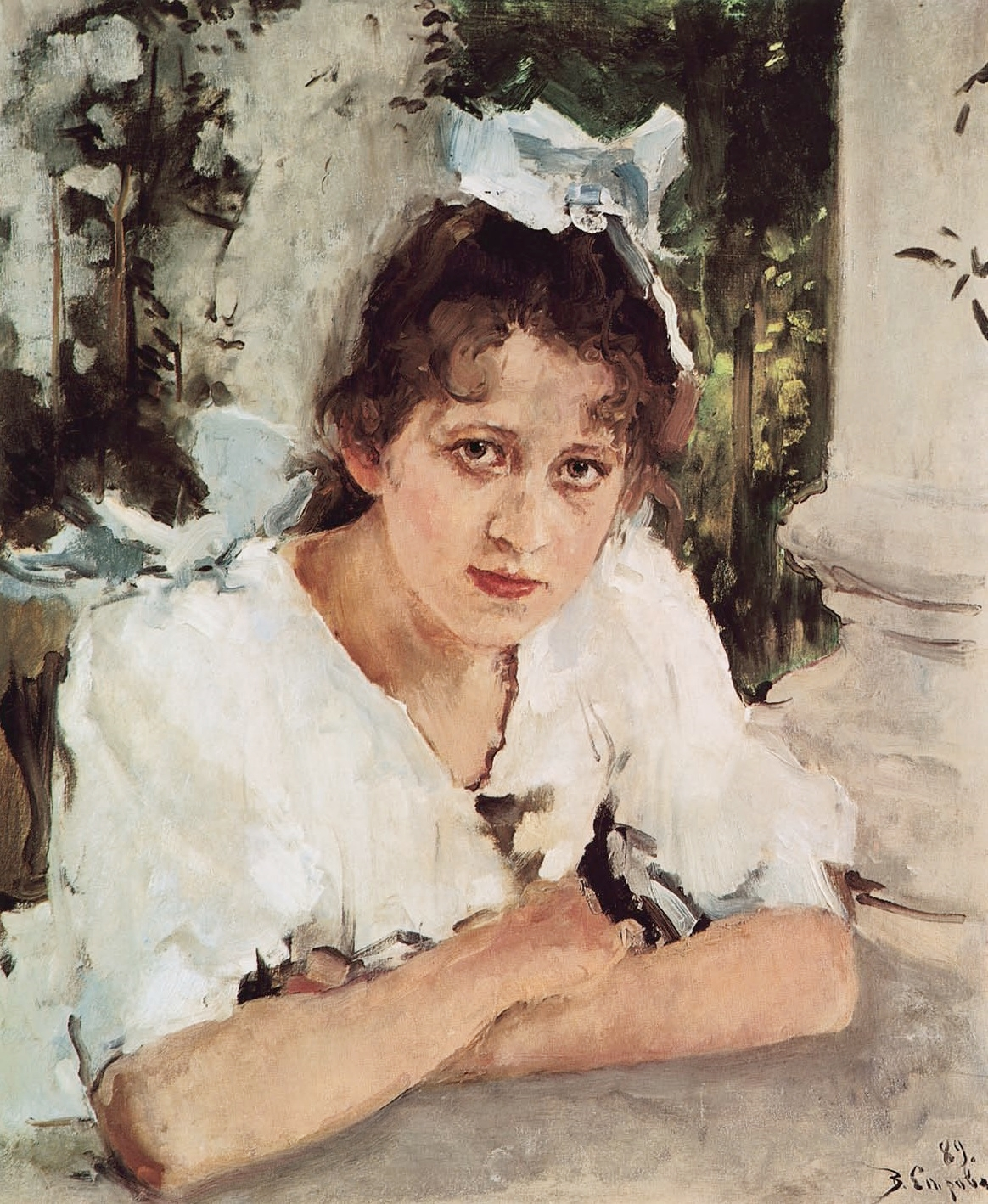
Praskovia. 1889 par V. Serov
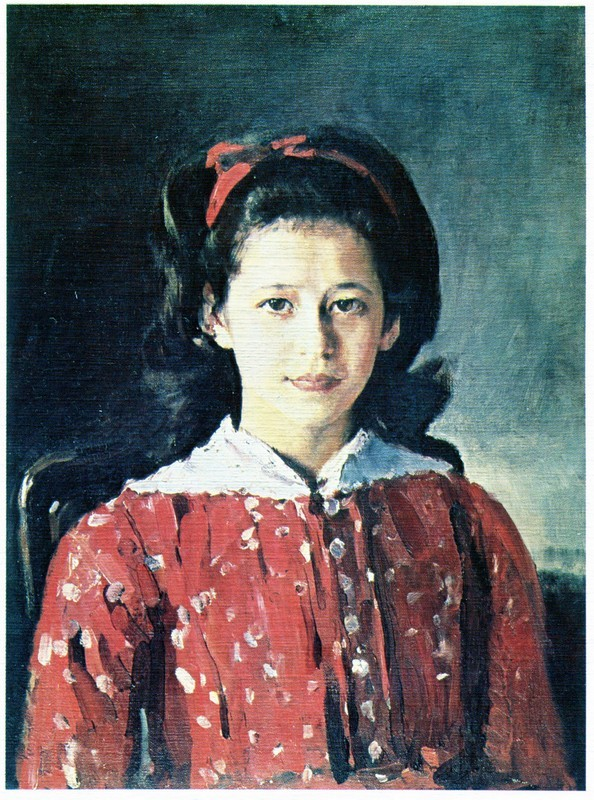
Lioudmila. 1884 par V. Serov